# Icuncula
Icuncula is een geslacht van weekdieren uit de klasse van de Gastropoda (slakken). 

## Soorten
- Icuncula consobrina (May, 1915)
- Icuncula torcularis (Tenison-Woods, 1878)
- Icuncula zodiaca (Hedley, 1907)